# Faustus Cornelius Sulla
Faustus Cornelius Sulla (* vor 86 v. Chr.; † 46 v. Chr. in Mauretanien) war der Sohn des römischen Diktators Lucius Cornelius Sulla Felix und der Caecilia Metella. Nach dem Tod seiner Eltern wurde er zusammen mit seiner Zwillingsschwester Cornelia Fausta von Lucius Licinius Lucullus aufgezogen.
Faustus Sulla diente 63 v. Chr., wohl als Militärtribun, unter seinem Schwiegervater Gnaeus Pompeius Magnus und erstieg bei der Erstürmung des Tempels von Jerusalem als erster Römer die Mauer. Er veranstaltete 60 v. Chr. Spiele zu Ehren seines Vaters und ließ als Münzmeister (wohl 56 v. Chr.) Münzen prägen, die seinen Vater und seinen Schwiegervater feierten. Faustus Sulla wurde im Jahr 54 v. Chr. Quästor. 52 v. Chr. sollte er sich als curator um den Wiederaufbau der bei Unruhen niedergebrannten Curia Hostilia kümmern. Den Historiker Timagenes von Alexandria kaufte Faustus frei.
Nach Ausbruch des Bürgerkriegs 49 v. Chr. rekrutierte Faustus Sulla als Proquästor mit dem Imperium eines Prätors Truppen, die er zu Pompeius nach Epirus brachte. Er behielt sein Kommando auch im folgenden Jahr und kämpfte in Makedonien gegen den caesarischen Feldherrn Gnaeus Domitius Calvinus. Nach der Niederlage des Pompeius in der Schlacht von Pharsalos floh er über Patras nach Nordafrika. Als Caesar seine Gegner dort 46 v. Chr. in der Schlacht bei Thapsus besiegte, versuchte Sulla, gemeinsam mit seiner Frau Pompeia und Lucius Afranius nach Spanien zu entkommen, wurde aber von Publius Sittius gefangen genommen und einige Tage später hingerichtet. Pompeia und die Kinder des Paares wurden auf Befehl Caesars verschont.
Seit spätestens 57 v. Chr. bis zu seinem Tod war Faustus Augur.